# Hans Natonek
Hans Natonek (geboren 28. Oktober 1892 in Königliche Weinberge, Österreich-Ungarn; gestorben 23. Oktober 1963 in Tucson, USA) war ein deutsch-tschechischer Schriftsteller und Journalist.

## Leben
Hans Natonek war Enkel des Rabbiners Josef Natonek. Sein Vater war Versicherungsdirektor beim Triester Lloyd. Natonek studierte nach dem Besuch der Prager Handelsschule ein Semester in Wien. In der biografischen Literatur wird auch Berlin als weiterer Studienort und ein Doktortitel genannt, was sehr zweifelhaft ist, der Doktortitel kam möglicherweise ins Spiel, als es um seine Einbürgerung in den USA ging. Seit 1917 lebte er in Leipzig, ließ sich taufen und heiratete 1918 Gertrude Hüther. Aus dieser Ehe gingen sein Sohn Wolfgang Natonek (1919–1994) und die Tochter Susanne Natonek (1924–2014) hervor.
Erste Texte erschienen 1913 in Franz Pfemferts Aktion, in einem Ziel-Jahrbuch von Kurt Hiller und in der satirischen Wochenschrift Der Drache. Bereits seit 1913 absolvierte Natonek ein Volontariat bei der Saale-Zeitung in Halle an der Saale. Hier begrüßte er den Ersten Weltkrieg in vielen patriotischen Texten. Aber schon 1914 drückte er in Beiträgen in der Schaubühne (der späteren Weltbühne) starke Zweifel an der Rechtmäßigkeit des Schlachtens und Sterbens in den Schützengräben aus. Die kaiserliche Zensur trat auf den Plan, und nur der Schutz Siegfried Jacobsohns verhinderte strafrechtliche Maßnahmen.
Während der Weimarer Republik war er wahrscheinlich seit 1926 Feuilletonchef der liberalen Neuen Leipziger Zeitung. In dieser Zeit war er der Chef des jungen Erich Kästner und verhalf diesem zu ersten Gedichtveröffentlichungen in Der Drache. Neben seiner journalistischen Arbeit veröffentlichte Natonek in Folge drei Romane, die vom Feuilleton hochgelobt wurden: Der Mann, der nie genug hatte (1929); Geld regiert die Welt (1930) und Kinder einer Stadt (1932). Für seine Arbeit erhielt er 1931 den mit 750 Reichsmark dotierten Dichter-Preis der Stadt Leipzig (oft fälschlich als Goethe-Preis bezeichnet).
Bereits im April 1933 wurde ihm in der Neuen Leipziger Zeitung gekündigt, seine Bücher kamen, zumindest in Leipzig, auf die Liste des schädlichen und unerwünschten Schrifttums. Natonek glaubte zunächst, in Deutschland bleiben zu können und unter verschiedenen Pseudonymen weiterhin publizieren zu dürfen. Aber ein persönlicher Rachefeldzug seiner stets betrogenen und nun gänzlich verzweifelten Ehefrau zwang ihn, nach einer schnell durchgeführten Scheidung Deutschland 1934 zu verlassen. 1935 erfolgte zudem der Ausschluss aus dem Reichsverband Deutscher Schriftsteller, also das Berufsverbot im Deutschen Reich. Zunächst ließ er sich mit seiner zweiten Frau Erica Wassermann, der Tochter eines Hamburger Patentanwalts und Mitbegründer der Rechts- und Staatswissenschaftlichen Fakultät der Universität Hamburg, in Prag nieder. 1939 flüchtete er, inzwischen wieder geschieden, weiter nach Frankreich. In Paris schloss er sich Joseph Roth an, mit dem er schon seit den zwanziger Jahren kollegial verbunden war. Gemeinsam mit Walter Mehring, Herta Pauli und Ernst Weiß sendete er ein Telegramm mit der Bitte um Rettung an Thomas Mann. Die kam tatsächlich. In den Papieren von Varian Fry fand sich „the czech humorist Hans Natonek“. Über die Pyrenäen gelangte er nach Spanien und konnte in Lissabon die „Excambion“ besteigen. Im Januar 1941 in New York angekommen, schrieb er auf Betreiben von Bartold Fles seine ersten Eindrücke in den USA nieder, die, von Fles übersetzt, 1943 bei Putnam’s Sons in New York unter dem Titel In search of myself in einer Auflage von nur 300 Exemplaren erschienen. 1944 zog er mit seiner späteren dritten Ehefrau Anne Grünwald, einer Tänzerin und Tanzpädagogin, die bereits 1936 aus Frankfurt am Main in die Vereinigten Staaten emigrierte, nach Tucson/Arizona. 1946 erwarb er die amerikanische Staatsbürgerschaft.
Im Exil in den USA verbrannte er kurz vor seinem Tod einen beträchtlichen Teil seiner noch vorhandenen Manuskripte, ein Großteil der übriggebliebenen Schriften wurde von Termiten zerstört. Er war als freier Autor für die Emigrantenzeitung Aufbau in New York tätig und veröffentlichte unregelmäßig Beiträge (vor allem Gedichte) in verschiedenen US-amerikanischen Tageszeitungen. Auf dem deutschen Buchmarkt galt Natonek in den ersten Nachkriegsjahren als vergessen, sieht man von zwei Wiederauflagen seines Exilromans Der Schlemihl 1949 bei Behrendt in Stuttgart und unter dem Titel Der Mann ohne Schatten im Bertelsmann Lesering 1957 ab.
In den 1980er Jahren erfolgten in beiden deutschen Staaten Versuche der Wiederentdeckung. So gab Wolfgang U. Schütte 1982 im Buchverlag Der Morgen in Berlin Briefe, Publizistik und Straße des Verrats heraus, und in den Böhmischen Dörfern von Jürgen Serke findet man den ersten und einzigen biographischen Essay zu Natonek. Serke war es auch zu verdanken, dass 1987 und 1988 der Zsolnay Verlag eine Wiederauflage des Romans Kinder einer Stadt und die Erstauflage des Romans Blaubarts letzte Liebe wagte. Erstmals 2006 erschien eine Auswahl der publizistischen Arbeit Natoneks aus den Jahren 1914–1933 im Lehmstedt Verlag Leipzig. Ihr folgte 2013 eine Ausgabe der Exilpublizistik Natoneks und die erste Biographie.
Seit 2001 trägt eine kleine Straße im Leipziger Stadtteil Gohlis den Namen Natonekstraße.

## Werke

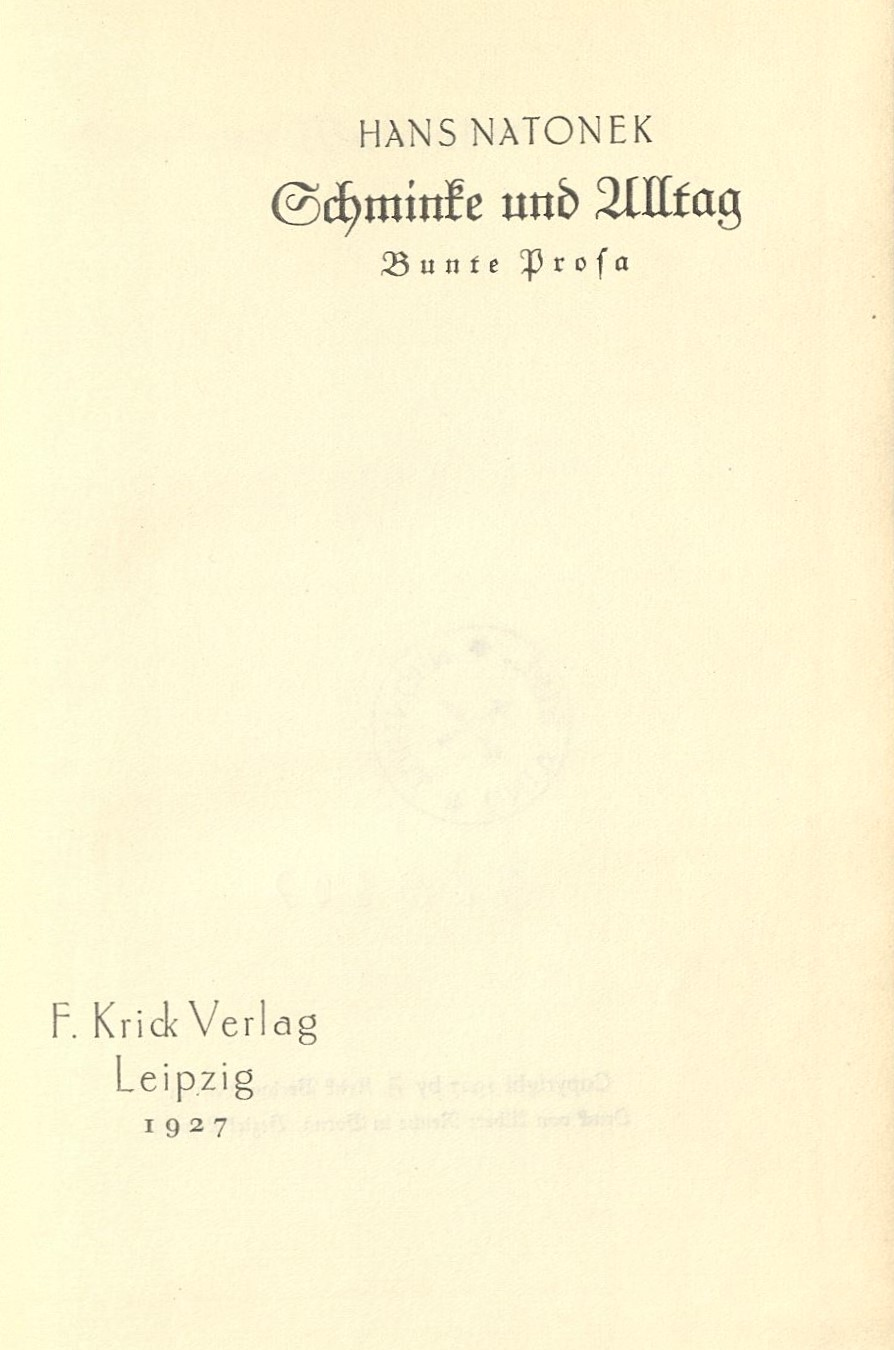
Schminke und Alltag, 1927

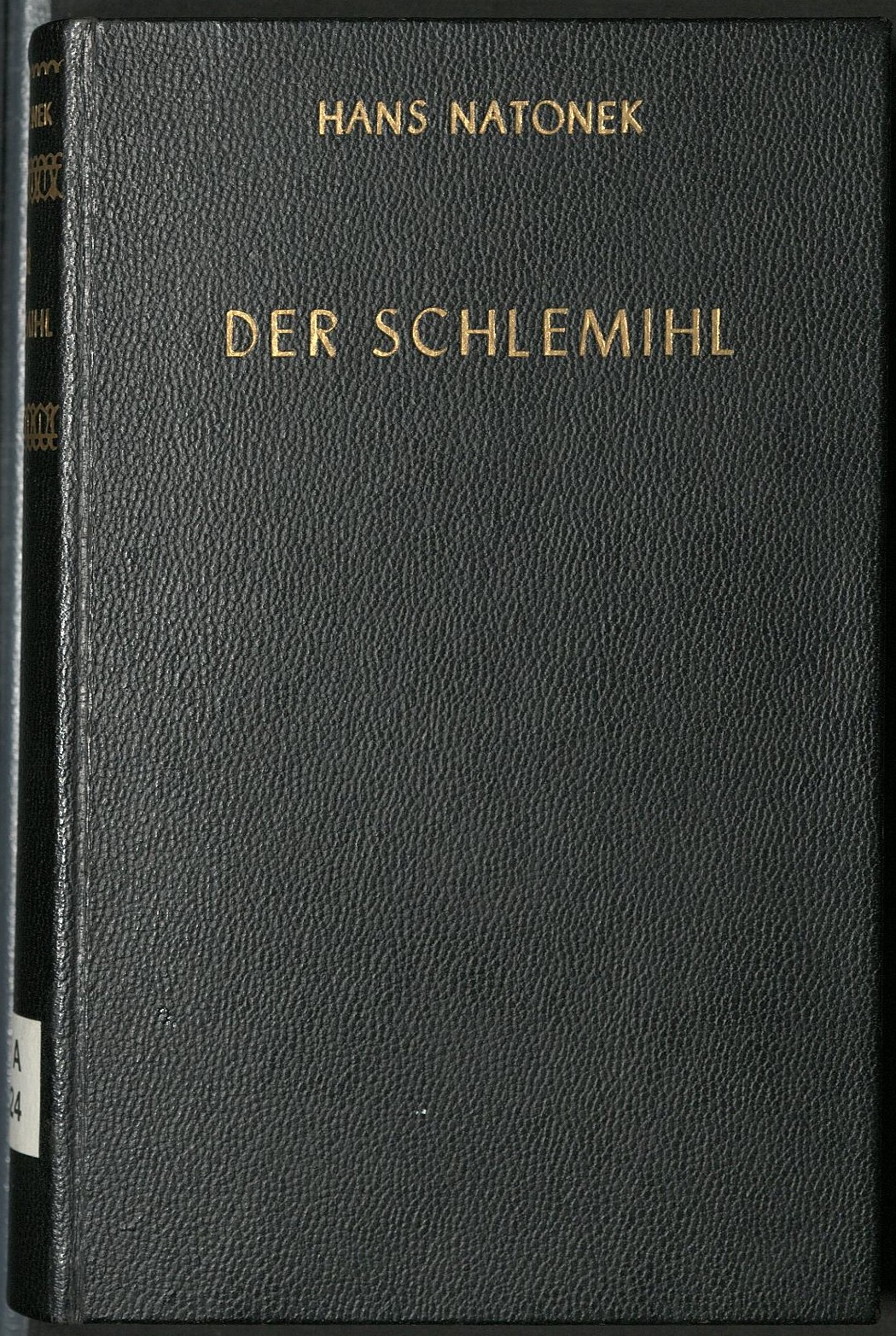
Der Schlemihl, 1949

- Schminke und Alltag. Bunte Prosa. F. Krick, Leipzig 1927 (u. a. über Charlie Chaplin).
- Heilige, Kranke, Schwindlerin? : Kritik des Mirakels von Konnersreuth. Krick, Leipzig 1927.
- Der Mann der nie genug hat. Roman. Zsolnay, Wien 1929.
- Geld regiert die Welt oder: Die Abenteuer des Gewissens. Roman. Zsolnay, Berlin 1930.
- Kinder einer Stadt. Roman. Zsolnay, Berlin 1932. Neuauflage: Zsolnay, Wien 1987, ISBN 3-552-03918-X.
- Der Schlemihl. Ein Roman vom Leben des Adelbert von Chamisso. Allert de Lange, Amsterdam 1935 (Erstausgabe des den „Heimatlosen der Welt“ gewidmeten Exil-Buches). Auch als: Der Mann ohne Schatten. Zusammen mit: Die Vertreibung, Das Kind von Hameln, Schlimme Heimkehr oder zweierlei Schuh, Die Tarnkappe, Corinna oder Abenteuer in Frankreich, Siebenmeilenstiefel, Hat man im Alter die Fülle oder Der stille Mann. Bertelsmann, 1958.
- Wir, die Überlebenden. Gedicht. In: Aufbau, New York Nr. 52, 1962.
- Die Straße des Verrats. Publizistik, Briefe und ein Roman. Hrsg. und Nachwort von Wolfgang U. Schütte. Der Morgen, Berlin 1982.
- Blaubarts letzte Liebe. Roman. Mit einem Nachwort von Jürgen Serke. Zsolnay, Darmstadt 1988, ISBN 3-552-04030-7.
- Im Geräusch der Zeit. Publizistik von 1914–1933. Hrsg. Steffi Böttger. Lehmstedt, Leipzig 2006, ISBN 978-3-937146-35-5.
- Hans Natonek / Wolfgang Natonek, Briefwechsel 1946–1962. Hrsg. und kommentiert von Steffi Böttger. Lehmstedt, Leipzig 2008, ISBN 978-3-937146-65-2.
- Letzter Tag in Europa. Publizistik von 1933–1963. Hrsg. Steffi Böttger. Lehmstedt, Leipzig 2013, ISBN 978-3-942473-69-9.